# Fukushi Katsunari

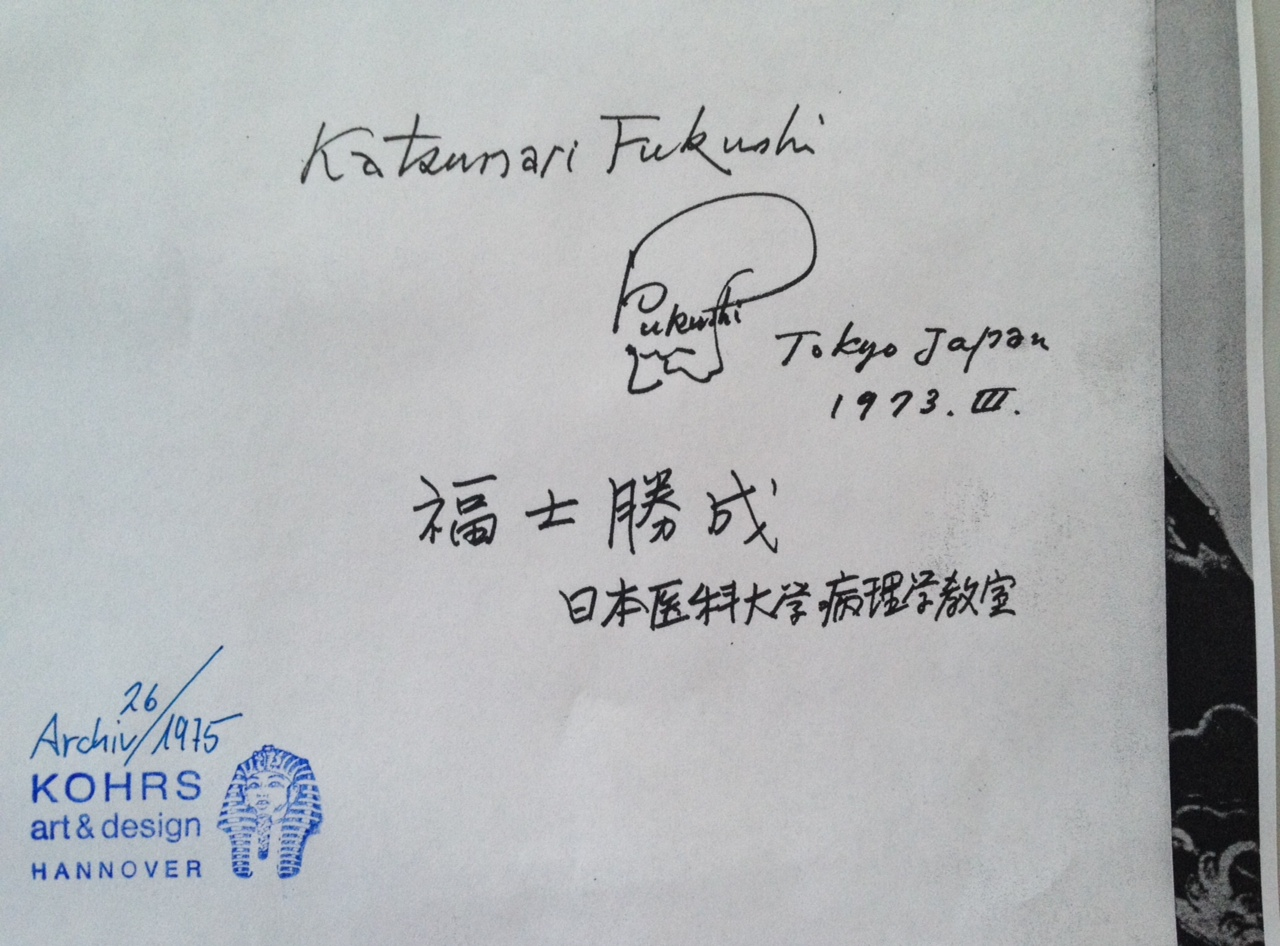
Signatur von Fukushi Katsunari – Archiv Manfred Kohrs 1975

Fukushi Katsunari (jap. 福士 勝成; * 1917, Präfektur Tokio) ist ein japanischer Arzt, Pathologe, Sachbuchautor und emeritierter Professor der Nippon Medical University in Tokyo; er ist, ebenso wie sein Vater Fukushi Masaichi, in Japan auch als „Irezumi Hakase“ (刺青博士, etwa: „Dr. Tattoo“) bekannt.

## Leben
Katsunari Fukushi schloss ein Studium der Medizin an der Nippon Medical School 1943 ab, promovierte dort 1960 und wurde 1963 habilitiert. Er war Vorsitzender der „Japanischen Lepra Gesellschaft“ (日本癩学会, engl. The Japanese Leprosy Association, heute: 日本ハンセン病学会).

## Die „Hautsammlung“
In der Pathologie der Universität Tokio unterhält Fukushi Katsunari, eine einzigartige Sammlung tätowierter und präparierter Haut weltweit, die in einigen Publikationen auch als Hautmuseum bezeichnet wird. Im Bestand befinden sich ca. 105 tätowierte Menschenhäute, viele davon als sog. „full body suits“. Fukushi Katsunari übernahm diese Sammlung von seinem Vater und ergänzte sie in den Folgejahren auf über 100 Exemplare. In den späten 1970er Jahren hatte der Tätowierer Manfred Kohrs ein Treffen mit Fukushi Katsunari. Für die Recherchen zum 4. Band seiner Buchreihe tattoo-time besuchte Ed Hardy das Hautmuseum und traf Katsunari Fukushi.

## Werke (Auswahl)
- D. E. Hardy, Akimitsu Takagi, Katsunari Fukushi: Japan's Tattoo Arts Horiyoshi's World. (日本刺青芸術・彫芳), Ningen No Kagakushinsha, Tokyo 1997, 179 S., ISBN 4-8226-0164-1.
- Iizawa Tadasu, Fukushi Katsunari: Genshoku Nihon shisei taikan. (原色日本刺靑大鑑), Haga Shoten Shōwa 48, Tokyo 1973, OCLC ocm09770907